# 21. junij
21. junij je 172. dan leta (173. v prestopnih letih) v gregorijanskem koledarju. Ostaja še 193 dni.

## Dogodki
- 1469 – Turki opustošijo Metliko
- 1665 – prvi vojaki prispejo na ozemlje današnje kanadske province Québec in zavzamejo irokeška ozemlja
- 1749 – ustanovljen Halifax v Novi Škotski
- 1788 – začetek veljavnosti ustave ZDA
- 1813 – Arthur Wellesley premaga Napoléonove sile v Španiji
- 1868 – v Münchnu premierno uprizorijo Wagnerjevo opero Mojstri pevci nürnberški
- 1870 – pokol tujcev v kitajskem mestu Tientsin
- 1915 – vrhovno sodišče ZDA razglasi oklahomski zakon, ki omejuje volilno pravico, za neustavnega
- 1919 – nemške posadke potopijo lastne vojaške ladje v Scapa Flowu
- 1921 – izglasovana vidovdanska ustava
- 1940 – v Vancouvru se prične prva uspešna plovba čez severozahodni prehod od zahoda proti vzhodu
- 1942 – Nemci zasedejo Tobruk
- 1943:
  - v Ljubljani pride še do zadnjih množičnih demonstracij za izpustitev internirancev
  - aretacija Jeana Moulina
- 1945 – ameriške čete zavzamejo Okinavo
- 1960 – Armin Hary kot prvi človek preteče 100m v 10s
- 1964 – Ku Klux Klan v okrožju Meshoba (Misisipi, ZDA) ubije tri aktiviste za človekove pravice
- 1971 – mednarodno sodišče v Haagu odloči, da je južnoafriška uprava v Namibiji nezakonita
- 1973 – po odločitvi vrhovnega sodišča ZDA se uvede Millerjev test obscenosti
- 1978 – v Londonu prvič uprizorijo opero Evita
- 1990 – potres v severovzhodnem Iranu zahteva 40.000 smrtnih žrtev

## Rojstva
- 1002 – papež Leon IX. († 1054)
- 1200 – Anastasija Srpska, soproga srbskega kneza Štefana Nemanje, svetnica
- 1226 – Boleslav V. Sramežljivi, poljski nadvojvoda († 1279)
- 1568 – Alojzij Gonzaga, italijanski jezuit, svetnik († 1568)
- 1676 – Anthony Collins, angleški filozof († 1729)
- 1705 – David Hartley, angleški filozof in psiholog († 1757)
- 1730 – Motoori Norinaga, japonski šintoistični učenjak († 1801)
- 1781 – baron Siméon-Denis Poisson, francoski fizik, matematik, geometer († 1840)
- 1812 – Moses Hess, nemški novinar, socialist judovskega rodu († 1875)
- 1823 – Jean Chacornac, francoski astronom († 1873)
- 1839 – Joaquim Maria Machado de Assis, brazilski pisatelj, pesnik († 1908)
- 1856 – Janoš Flisar, madžarski slovenski pisatelj, pesnik, prevajalec, novinar in učitelj († 1947)
- 1862 – Damrong Radžanubhab, tajski princ, upravnik, zgodovinar († 1943)
- 1863 – Max Franz Joseph Cornelius Wolf, nemški astronom († 1932)
- 1876 – Willem Hendrik Keesom, nizozemski fizik († 1956)
- 1883 – Fjodor Vasiljevič Gladkov, ruski piastelj († 1958)
- 1884 – Claude John Eyre Auchinleck, angleški maršal († 1981)
- 1887 – Norman Levi Bowen, kanadski petrolog († 1956)
- 1891 –
  - France Marolt, slovenski glasbenik, etnomuzikolog († 1951)
  - Hermann Scherchen, nemški dirigent († 1966)
- 1892 – Reinhold Niebuhr, ameriški protestantski teolog († 1971)
- 1905 – Jean-Paul Sartre, francoski filozof, dramatik, pisatelj, zavrnil Nobelovo nagrado 1964 († 1980)
- 1916 – Herbert Friedman, ameriški fizik († 2000)
- 1919 – Gérard Pelletier, kanadski novinar, politik, diplomat († 1997)
- 1921 – Ernestine Jane Geraldine Russell, ameriška filmska igralka († 2011)
- 1925 – Alastair Graham Walter Cameron, kanadsko-ameriški astrofizik († 2005)
- 1935 – Françoise Quoirez - Françoise Sagan, francoska pisateljica († 2004)
- 1953 – Benazir Buto, pakistanska premierka († 2007)
- 1954 – Augustus Pablo, jamajški pevec reggaeja, klaviaturist († 1999)
- 1955 – Michel Platini, francoski nogometaš
- 1957 – Tine Lesjak, slovenski harmonikar in skladatelj († 2019)
- 1960 – Karl Erjavec, slovenski politik
- 1961 – Iztok Mlakar, slovenski glasbenik in gledališki igralec
- 1982 – Princ William, vojvoda Cambriški
- 1983 – Edward Snowden, ameriški obveščevalec in žvižgač

## Smrti
- 1205 – Enrico Dandolo, 41. beneški dož, voditelj 4. križarskega pohoda (* 1107)
- 1208 – Filip Švabski, vojvoda, nemški kralj (* 1177)
- 1221 – Henrik III., vojvoda Limburga, grof Arlona (* 1140)
- 1305 – Venčeslav II. Češki, kralj Češke, kralj Poljske, vojvoda Krakova (* 1271)
- 1377 – Edvard III., angleški kralj (* 1312)
- 1421 – Jean Le Maingre, francoski vojskovodja, maršal (* 1366)
- 1527 – Niccolò Machiavelli, italijanski filozof, politik, pisatelj (* 1469)
- 1566 – Utamiš Geraj, kan Kazanskega kanata (* 1546)
- 1582 – Oda Nobunaga, japonski daimjo (* 1534)
- 1652 – Inigo Jones, angleški arhitekt (* 1573)
- 1788 – Johann Georg Hamann, nemški filozof in pisatelj (* 1730)
- 1824 – Étienne Aignan, francoski prevajalec, pisec, libretist, dramatik (* 1773)
- 1847 – Anders Jonas Ångström, švedski astronom, fizik (* 1814)
- 1857 – Louis Jacques Thénard, francoski kemik (* 1777)
- 1908 – Nikolaj Rimski-Korsakov, ruski skladatelj (* 1844)
- 1914 – Bertha Sophie Felicitas von Suttner, avstrijska mirovnica, nobelovka 1905 (* 1843)
- 1938 – Radivoj Peterlin-Petruška, slovenski pesnik (* 1879)
- 1948 – Vostanik Adojan - Arshile Gorky, armensko-ameriški slikar (* 1904)
- 1951 – Charles Dillon Perrine, ameriško-argentinski astronom (* 1867)
- 1969 – Maureen Catherine Connolly, ameriška tenisačica (* 1934)
- 1985 – Tage Erlander, švedski predsednik vlade (* 1901)
- 1993 – Miško Baranja, slovenski gostinec in cimbalist, član Beltinške bande
- 1994 – William Wilson Morgan, ameriški astronom (* 1906)
- 2001 – John Lee Hooker, ameriški pevec bluesa, kitarist (* 1917)
- 2003 – Leon Uris, ameriški pisatelj (* 1924)
- 2014 – Jimmy C. Newman, ameriški glasbenik (*1927)

## Prazniki in obredi
- Kanada – dan domorodcev
- praznik glasbe
- god svetega Alojzija Gonzage